# Csillagoségbolt-park
A Nemzetközi Sötét Égbolt Szövetség (International Dark-Sky Association, IDA) megfogalmazása alapján a sötét égbolt, elterjedtebb kifejezéssel csillagoségbolt olyan terület, ami kivételes minőségű csillagos égbolttal és olyan éjszakai környezettel rendelkezik, ahol kifejezetten védett a tudományos, természeti, oktatási és kulturális örökség.
A csillagoségbolt-park címet a Nemzetközi Sötét Égbolt Szövetség adja, előre meghatározott feltételek alapján. A parknak kiemelkedően jó minőségű éjszakai égbolttal kell rendelkeznie (a fényszennyezés mértékét és az égitestek láthatóságát szigorú szabályok biztosítják), a park kezelési tervében kiemelkedő szerepet kell tulajdonítani az égbolt védelmének, a közvilágításban például ernyőzött lámpatesteket kell használni és lehetőséget kell biztosítani az éjszakai látogatásra.
Csillagoségbolt-park létrehozható állami vagy magánterületen is, ahol a tulajdonos biztosítja a terület állandó, nyilvános megközelíthetőségét. Az égbolt állapota alapján arany, ezüst és bronz besorolást kaphat a csillagoségbolt-park.

## Nemzetközi Sötét Égbolt Szövetség
A Nemzetközi Sötét Égbolt Szövetség (International Dark-Sky Association, IDA) 1988-ban jött létre az Amerikai Egyesült Államokban. A szervezet a fényszennyezés problémájával kiemelten foglalkozik, ismeretterjesztő tevékenységei által minél szélesebb körben igyekszik megismertetni a fényszennyezés veszélyeit a nagyközönséggel és kínál alternatív lehetőségeket a probléma megoldására; ennek érdekében például szakmai programokat szervez és segíti a világítási rendeletek megalkotását.

## Nemzetközi Csillagoségbolt Program
A Nemzetközi Sötét Égbolt Szövetség (IDA) célul tűzte ki, hogy összegyűjti azokat a helyeket, ahonnan zavaró fények nélkül lehet szemlélni az éjszakai égboltot.
A Nemzetközi Csillagoségbolt Programot 2001-ben indította el az IDA azzal a céllal, hogy világszerte arra ösztönözze a közösségeket, hogy felelős világítási politikával és közoktatással támogassák a sötét helyek megőrzését és védelmét. A program keretében ötféle kategóriában kaphatnak elismerést a sötét helyek.
Az első csillagoségbolt-park-ot 2006-ban hozták létre az Amerikai Egyesült Államokban; míg Európában elsőként -egy skóciai parkkal egyszerre- a Zselici Tájvédelmi Körzet nyerte el a Csillagoségbolt-park címet 2009-ben.
A nemzetközi csillagoségbolt helyek elérhetők a Nemzetközi Sötét Égbolt Szövetség (IDA) honlapján.

## Hazai csillagoségbolt-parkok
Bükki Csillagoségbolt-park
A Bükki Nemzeti Park-ot Magyarországon harmadikként, 2017 júniusában nyilvánította csillagoségbolt-parkká a Nemzetközi Sötét Égbolt Szövetség (IDA).
A Bükki Csillagoségbolt-park a szigorú megmérettetésen ezüst fokozatot szerzett.
A parkban számos olyan hely található, ahonnan zavaró fényektől mentesen csodálható meg az éjszakai égbolt. 
A Bükki Nemzeti Park és a Kaptárkő Egyesület rendszeresen tart szervezett programokat, aminek keretében a fényszennyezettséggel kapcsolatos felvilágosító tevékenység mellett a nagyközönség számára megismerhetővé válnak az éjszakai égbolt csodái. A meghirdetett programok között szerepel éjszakai tanösvény bejárás; holdfogyatkozás vagy éppen hullócsillag megfigyelés, valamint távcsöves csillagászati bemutató és vetítettképes előadás, ahol a látogatók fekve is csodálhatják a csillagképeket.
A Bükki Csillagoségbolt-parkban Répáshután csaknem 1 milliárd forintos állami támogatásból egy egyedülálló csillagászati látogatóközpontot építenek.
Hortobágyi Csillagoségbolt-park
A Hortobágyi Nemzeti Park 2011-ben kapta meg a Nemzetközi Sötét Égbolt Szövetség-től az ezüst minősítésű csillagoségbolt-park címet.
A Hortobágy fölötti égbolton csaknem kétezer fénypontot láthatnak az érdeklődők –ez jóval több, mint amennyi a nagyvárosok (néhány tucat) vagy az átlagos települések (pár száz) területéről megfigyelhető.
A Hortobágy a nemzetközi madárvonulási útvonalak metszéspontjában található, több éjszakai vonuló madár útja is a Hortobágyon keresztül vezet, így az éjszakai égbolt mellett a madárvilág megfigyelésére is kiváló terület.
A csillagoségbolt-park cím elnyerésével a Hortobágyon még inkább megőrizhető a zavaró fényektől mentes, háborítatlan természeti környezet.
2015-ben a csillagoségbolt-park egy csillagvizsgálóval gazdagodott Hortobágy-Mátán, ahol az erdei iskolába látogatók és az előre bejelentkezett csoportok mellett a nagyközönség számára is lehetőséget biztosítanak a csillagos égbolt távcsöves megfigyelésére.
A Hortobágyi Nemzeti Park rendszeresen szervez a háborítatlan élővilágot és az esti égboltot megfigyelő, szakvezetővel kísért túrákat a területen.
Zselici Csillagpark
A Zselici Tájvédelmi Körzet 2009-ben – a skóciai Galloway Forest Park-kal egyszerre - Európában elsőként szerezte meg a Nemzetközi Csillagoségbolt-park címet.
2015-ben a csillagoségbolt-park területén egy multifunkcionális komplexum került átadásra. A csillagvizsgálóban egy 8 méter átmérőjű, vetítőkupolás planetárium található, ahol egyszerre 54 fő vehet részt a csillagos égbolt és a természet rejtelmeit bemutató filmvetítéseken. Az állandó és időszaki kiállítások mellett a komplexumban foglalkoztató termek, illetve egy 40 cm-es átmérőjű távcsővel is rendelkező távcsőkupola is az érdeklődők rendelkezésére áll. Az épületen kívül tanösvények és információs pontok segítik a tájékozódást, a 25 méteres kilátóból pedig akár még a Balaton-felvidéki tanúhegyek is megfigyelhetők.
A Csillagpark állandó programkínálatában nappali természetismereti túrák, naponta többször indított csillagászati bemutató, megfelelő időjárási körülmények között legalább heti rendszerességgel pedig esti távcsöves bemutató is szerepel. Az állandó programkínálat mellett egész évben tematikus programok is elérhetők.